# アンセム・ウォン
アンセム ウォン Dato' Seri ANSELM WONG, JP、1985年5月6日 - ）は、日本在住の投資家および経営者。アジア開発キャピタル株式会社元代表取締役社長であり、 アジアインベストメントファンド株式会社の代表取締役社長を務める。マレーシア出身の華僑三世。慶應義塾大学大学法学部に在籍し、単位を取得した後に中退。ハーバード・ビジネス・スクールのAdvanced Management Programを修了し、一橋ビジネススクール国際企業戦略専攻においてExecutive MBAを取得している。

## 来歴
生い立ち
東マレーシア出身、日本や韓国の経済成長に学ぶことを提唱したマハティール・ビン・モハマド首相による「東方政策」（ルックイースト政策）の国費留学生として来日。
小山工業高等専門学校建築学科を卒業後、慶應義塾大学法学部およびロンドン・スクール・オブ・エコノミクス経済学科にダブルスクールで進学。
その後、北京大学で外資EMBAを修了し、一橋ビジネススクールで国際企業戦略専攻のEMBAを卒業。
慶應義塾大学を中退後、香港最大手の投資銀行・新鴻基金融集團、不動産デベロッパー・天安中国投資株式会社、香港のデベロッパーであるAllied Kajima Limitedを有するAllied Groupに入社し、会長補佐を務める。
翌年3月、アジア開発キャピタル株式会社の第三者割当増資に伴い同社へ出向し、同年7月に執行役員副社長に就任。その後、翌年には取締役副社長に昇任。
さらに、フィリピン証券取引所に上場する Mabuhay Holdings Corporation および IRC Properties Inc（現 Philippine Infradev Holdings Inc）の取締役を務めるほか、ベトナム・ハノイ証券取引所に上場する 40 Investment and Construction Joint Stock Company (L40) の取締役も歴任している。株式会社にっぽんインキュベーションおよびアジアインベストメントファンド株式会社の代表取締役社長に就任。

## 学歴
- 17歳でジュニア数学オリンピックおよびジュニア物理オリンピックで優秀な成績を収め、国費留学生に選抜された。
- マレーシア工科大学の国費留学予備課程に入学し、2005年に国費留学生として来日。小山工業高等専門学校建築学科に編入した。
- 小山工業高等専門学校建築学科を卒業後、慶應義塾大学法学部法律学科に進学し、體育會柔道部に所属。田村次朗研究会に所属し、副専攻として「東アジア・中国をめぐる安全保障」を研究していた。
- 慶應義塾大学在学中にロンドン・スクール・オブ・エコノミクス大学の経済・金融学科にも入学した。
- 2016年にマギル大学 経営学修士課程（MBA)に入学し、Student Council代表に選任された。翌年、海外のプロジェクトの責任者に就任し、自主退学した。
- 2018年に北京大学EMBAを修了し、2022年に一橋ビジネススクール国際企業戦略専攻EMBAを卒業。さらに、ハーバード・ビジネス・スクールのGMPを修了し、同年キングス・カレッジ・ロンドンの金融修士課程に入学した。

## 経歴
- 2014年香港証券取引所上場のサンフンカイ入社。会長補佐を務める。
- 2015年アジア開発キャピタル株式会社の第三者割当増資に際して同社に出向。同年アジア開発キャピタル株式会社執行役員副社長就任。
- 同年アジア開発キャピタル株式会社取締役副社長
- 2020年12月アジア開発キャピタル株式会社代表取締役社長就任。

- 2022年8月アジア開発キャピタル代表取締役社長を辞任[1]

引用：有価証券報告書-第99期(平成30年4月1日-平成31年3月31日)---引用

## 栄誉

### マレーシア
- マレーシア :
  -  - Justice of the Peace (Jaksa Pendamai)

- セランゴール州 :
  -  Knight Grand Commander of the Order of the Crown of Selangor (SPMS) – Dato' Seri (2025)
  -  Knight Grand Companion of the Order of Sultan Sharafuddin Idris Shah (SSIS) – Dato' Setia (2024)
- 連邦直轄領 :
  -   (2025)

### インドネシア
- インドネシア :
  -   His Majesty Pakoe Boewono XIII, the ruler of the Karaton Surakarta Hadiningrat, conferred the title of Kangjeng Pangeran (2025)

## 私生活
悪性リンパ腫
2018年に出張中に体調不良が生じ、帰国して医師の診断により悪性リンパ腫(ホジキンリンパ腫)と診断された。その後、2019年には一時的に症状が寛解したが、半年後に再発した。合計27回の抗がん剤治療と幹細胞移植を受けた。
ピアノ
3歳から本格的なピアノの指導を受ける。幼少期よりオーケストラやコンクールに多数出場し、演奏活動を行う。小学校で音楽家になる決意を固め、猛練習を積んでピアニストを目指していた。18歳からはテノール歌手のアルマンド・チン・ヨンに師事、音楽の研鑽を積む。その後、ミュージシャンズ・インスティチュート（Musicians Institute）にてドラムの研鑽を積む。
得意な科目は数学と物理で、趣味は読書です。ワイン、日本酒、シガーの嗜みを好み、趣味が高じて一般社団法人日本ソムリエ協会へ正会員として所属している。一般社団法人日本ソムリエ協会の正会員として所属しています。ガストロノミーに強い関心を持ち、中国に初のジャパンフードタウンを作った。

## アクティビスト
東京機械の買収
2020年10月、社業に復帰。2020年11月網屋信介前社長が退任、誰も社長を引き受けたがらなかったため、12月25日付でアジア開発キャピタル株式会社代表取締役社長就任。
2021年10月22日、東京機械製作所の臨時株主総会で、アジア開発キャピタルの議決権行使を認めないまま、買収防衛策の発動が可決。開催前からその差し止めを求めていたアジア開発キャピタルの仮処分申し立ては同月29日、東京地裁により却下。
11月9日、東京高裁もその決定を支持。少数株主（マイノリティー）の過半数を意味する「マジョリティー・オブ・マイノリティー」（ＭｏＭ）といわれる採決手法が発動され、司法判断が確定したのは、日本の株式市場の歴史で、初めての例となった。
アンセム・ウォン氏は、東洋経済の記事で「ADCは正当に市場で買っているのに、その価値が強制的に毀損されようとしており、反対する権利すら奪われた。こんなアンフェアなことがまかり通れば、日本市場は海外の投資家から相手にされなくなる。議決権を奪う行為は世界的にも聞いたことがない。資本主義を何だと思っているのか。前例がつくられてしまうことによる、日本の株式市場が受けるダメージを心配すべきだ。」とインタビューで答えている。
各誌でのインタビュー、報道
- WSJ「Battle at Printing-Press Maker Shows Difficulty of Japan Takeovers」]
- Diamond online「東京機械株を爆買いするアジア開発、代表が初激白「防衛策は理不尽だ」」
- REUTERS「Analysis: A court battle raises the question - how far will Japan swallow poison pills?」

2022年5月30日、アジア開発キャピタルが、株式を36%保有する日本の純電気自動車（EV）と電動自転車の開発・製造会社トヨダ・トライク社の豊田美佐子氏（トヨタ自動車創業者の曾孫）と、マレーシア首相および国際貿易産業上級大臣との会談に、アジア開発キャピタルの最高責任者として出席。マレーシアでモビリティ・ソリューションを展開する計画を最終決定。
2022年6月29日、東証スタンダード上場企業ナガホリの第61期定時株主総会において、純投資で1％の株式を保有していただけにもかかわらず、株主総会招集ご通知補足資料の関係図に、事前の確認もなく名前を記載されたことをめぐり、ナガホリの社長と激しく質疑応答している。
2022年8月、体調不良によりアジア開発キャピタル株式会社を辞任。辞任後、会社の新経営陣により社長在籍時本人が返還を約束した報酬の一部返還を要求されている。